# 모란이 피기까지는
모란이 피기까지는은 시인 김영랑이 쓴 시집이다.
1934년 4월, 《문학》3호에 발표되었으며 이듬해 시문학사에서 간행된 《영랑시집》에 재수록되었다.

모란이 피기까지는

나는 아직 나의 봄을 기다리고 있을 테요

모란이 뚝뚝 떨어져 버린 날

나는 비로소 봄을 여읜 설움에 잠길 테요

5월 어느 날, 그 하루 무덥던 날

떨어져 누운 꽃잎마저 시들어 버리고는

천지에 모란은 자취도 없어지고

뻗쳐 오르던 내 보람 서운케 무너졌느니

모란이 지고 말면 그뿐, 내 한 해는 다 가고 말아

삼백 예순 날 하냥 섭섭해 우옵내다

모란이 피기까지는

나는 아직 기다리고 있을 테요, 찬란한 슬픔의 봄을— 시인 김영랑, 〈모란이 피기까지는〉